# Taito Tikaro
Jordi Robles i Garrido (Sabadell, 15 de juliol de 1974), conegut actualment pel seu àlies musical Taito Tikaro —i anteriorment amb altres com Elastika, Tim Wokan o el seu propi nom— és un discjòquei i productor musical català. Les seves produccions són hibrides, tot fusionant diferents estils per crear un segell molt personal amb sessions fresques i elegants a cavall entre el Tecno, l'Electro, el Trance i diverses variants del House tals com el House progressiu, l'Euro House i el Deep House.

## Trajectòria
Robles va iniciar la seva trajectòria musical als 16 anys muntant i planxant diversos temes amb un grup de rap. No va ser fins a finals de la dècada dels 90 quan va adoptar el sobrenom Tim Wokan, amb el qual va llançar el seu primer àlbum The Club Of Ibiza (Bit Progressive Music, 1997).
D'ençà llavors fins al 2006, va alternar senzills i EPs sota aquest pseudònim amb algunes compilacions sota el nom de Jordi Robles, com Rockola: Siente la música (Tempomusic, 2002) o Bit the Club (Bit Progressive Music, 2002). També com a Tim Wokan va publicar els tres volums de mescles Elastika Gold (Addicted Music, 2004-2005), que li van conferir la denominació popular d'Elastika.
A partir de 2006 es va incorporar a Matinée Group, una de les companyies promotores més importants del sector musical a Espanya. Va ser en aquest moment quan va adoptar el seu darrer àlies, Taito Tikaro —nom que va prendre pel seu bon record de les màquines recreatives de l'empresa Taito—, amb el qual ha assolit el major prestigi.
Les seves primeres incursions amb aquests segells personal i professional van ser Resist (Matinée Records, 2006) i Unbelievable (Matinée Records, 2006). Un any després, el maig de 2007, es va unir al grup de Matinée All-Stars per a convertir-se en discjòquei resident en esdeveniments de la marca a discoteques i clubs del territori català com Amnesia Ibiza (Eivissa), L'Atlàntida de Sitges (Sitges) o la Sala Razzmatazz (Barcelona).
Posteriorment va publicar altres senzills d'èxit a les radiofórmules: Miracle of Love (House Works, 2007), Shine on Me (Gusto Records, 2007), Real Things (Matinée Records, 2008), Addicted (Matinée Records, 2008), Freedom (Blanco y Negro, 2011), Back To Breathing (Matinée Music, 2014) i The Secret Key Of Life (Matinée Music, 2014).
També punxa de manera fixa i és una de les cares més conegudes del cartell musical de Matinée NY —la secció novaiorquesa del grup—, de Matinée World Tour i del Circuit Festival, el festival gai itinerant més important a nivell internacional i organitzat per Matinée Group.
En paral·lel a les seves publicacions amb Matinée Records, ha treballat amb altres segells de renom com Armada Music, Blanco y Negro, Juicy Music o Spinnin' Records. Ha tocat en clubs de renom com Colosseum (Londres), King Kamehameha (Frankfurt), ShowCase (París), Haoman 17 (Tel-Aviv), The Week (São Paulo) Space Eivissa (Eivissa), Row 14 (Viladecans), Titos (Palma), Fabrik (Madrid), Dreamer's (Marbella), Winter Music Conference (Miami) i Pacha La Pineda (Tarragona), entre d'altres.